# Novint Technologies
Novint Tecnologies, Inc. fue una empresa incorporada en Delaware con sede en Alburquerque, Nuevo México, Estados Unidos. Novint diseñó y fabricó dispositivos hápticos de tacto 3D y software. Su desarrollo destacado fue el Novint Falcon, el primer dispositivo de tacto 3D del mundo, el cual permitía a sus usuarios sentir los movimientos de sus videojuegos de PC. Novint se centró principalmente en dos ámbitos, los videojuegos y su uso profesional para tecnología. En cuanto a videojuegos, el Novint Falcon permitía sentir los objetos o sucesos del juego, dando una experiencia más inmersiva. En el grupo de aplicaciones profesional de Novint, llamado grupo de productos avanzados (APG, por sus siglas en inglés), la tecnología de Novint ha permitido que los usuarios puedan sentir y tocar una variedad de proyectos y aplicaciones profesionales.

## Novint Falcon

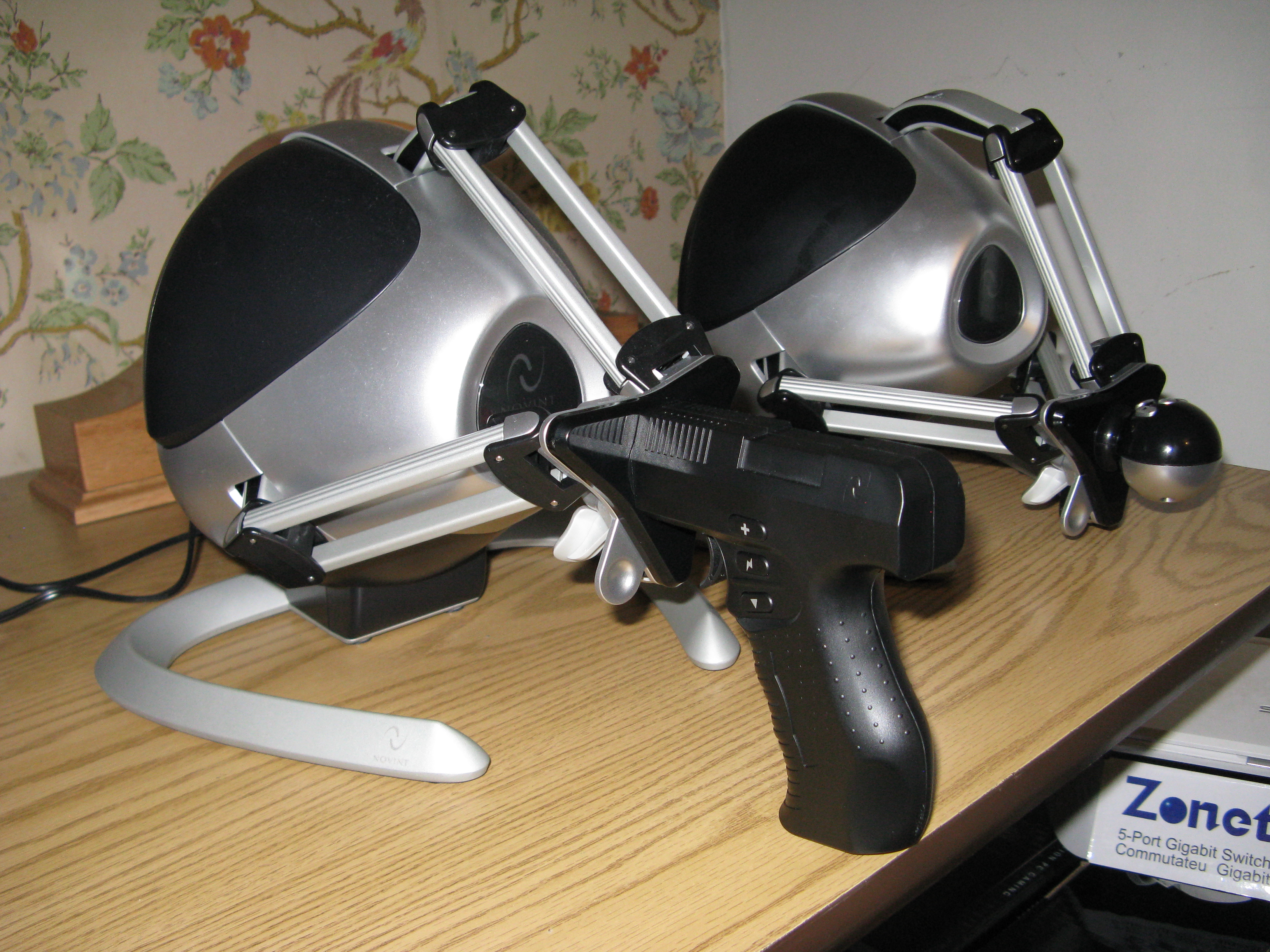
Un par de Novint Falcon de color negro. El más cercano tiene una empuñadura de pìstola, el otro un agarre pelota estándar.

El producto estrella de Novint es el Novint Falcon, un dispositivo háptico por USB que pretendió reemplazar el ratón en videojuegos y demás aplicaciones. El nombre del Novint Falcon proviene del hecho de que el depredador natural del ratón es el halcón, que es «falcon» en inglés. Los mangos del Falcon son desmontables. El usuario puede moverlos en las tres dimensiones (de izquierda a derecha, arriba abajo y de delante hacia atrás), además el software del Falcon registra los movimientos del juego para transmitirlos al mango y crear una fuerza que el usuario puede sentir, producida por los motores del dispositivo. Los sensores del Falcon pueden mantener un registro de la posición del mango a una subresolución milimétrica y los motores se actualizan a una velocidad de 1000 veces por segundo (1 kHz), dando una sensación realista de tacto. Las superficies de objetos virtuales se pueden sentir sólidas e incluso tener detalle de las texturas aplicadas a ellas. El peso y la dinámica de los objetos puede simularse, haciendo que la inercia y el momento de un objeto puedan sentirse. Las acciones e interacciones de un personaje en un juego se puede sentir, así como el retroceso de un arma, el movimiento de un palo de golf o las aceleraciones de un coche.

## Software de Novint
El software de tacto 3D ha sido el punto de enfoque principal de Novint desde su creación, pero Novint ha tenido más enfoque histórico en el ámbito del software que el del hardware. Novint diseñó un software para dar a los usuarios una sensación precisa de tacto en computar.
Novint ha desarrollado software en varias categorías diferentes. Uno de ellos llamado HDAL, por sus siglas «Haptic Device Abstraction Layer», que se traduce como «capa de abstracción del dispositivo háptico». El HDAL maneja las comunicaciones de bajo nivel entre el Falcon y el PC. Novint ha creado una capa de software por encima del HDAL, llamado HFX (Haptics Effects), el cual crea efectos de fuerza de respuesta en juegos. Novint ha desarrollado una variedad de aplicaciones para sus proyectos profesionales. Además también ha publicado algunos videojuegos, ciertos de ellos desarrollados por Novint directamente y otros con soporte aplicado por Novint para el Falcon a juegos existentes. Un grupo independiente también ha desarrollado una biblioteca de código abierto para el Falcon.

### Juegos de Novint
Con la salida del F-Gen Beta, todos juegos de PC pueden jugarse con el Novint Falcon. Novint y la comunidad de Novint añaden controladores específicos dentro de F-Gen para añadir más fuerzas de respuesta a muchos juegos.

## Historia
En 1995 Sandia National Laboratories, un laboratorio gubernamental de los Estados Unidos, compró uno de los primeros dispositivos hápticos 3D del mundo y empezó a desarrollar software háptico. Sandia se convirtió en núcleo de la investigación háptica. Fue una de las primeras empresas del mundo en centrarse puramente en el ámbito háptico del software. Anderson dirigió el proyecto en Sandia hasta que en el año 2000 fundó Novint. Novint adquirió una licencia exclusiva a la tecnología y empezó a comercializarlo.
En 2007, Novint anunció planes para lanzar el Novint Falcón como dispositivo comercial, y el 18 de junio de 2006 (el 32 cumpleaños de Tom Anderson) Novint lanzó el primer dispositivo de tacto 3D háptico del mundo al mercado.
En este punto , Novint empezó a hacerse fuerte en el mundo del hardware, pero sentía que  necesitaba un mayor soporte en el mundo del videojuego. En mayo de 2008, Novint llegó a un acuerdo con EA para autorizar 7 títulos AAA. Posteriormente Novint firmó un acuerdo de licencias con otros editores y desarrolladores, incluyendo Valve.
En junio de 2009 Valve publicó actualizaciones a en Half-Life 2: Episode One, Half-Life 2: Episode Two, Portal y Team Fortress 2, añadiendo compatibilidad de estos juegos con el Novint Falcon.